# 富山県道335号滑川自然公園線
富山県道335号滑川自然公園線（とやまけんどう335ごう なめりかわしぜんこうえんせん）は、富山県滑川市内を通る一般県道である。

## 概要

### 路線データ
- 起点：富山県滑川市東福寺野字木水掛（滑川市東福寺野自然公園）
- 終点：富山県滑川市安田（富山県道137号堀江魚津線・富山県道144号黒川滑川線交点）
- 実延長：4,161m

## 沿革
- 1973年（昭和48年）3月31日 - 認定[1]

## 地理

### 通過する自治体
- 富山県滑川市

### 接続する道路
- 滑川市道（起点：滑川市東福寺野字木水掛、「東福寺野自然公園」バス停付近）
- 富山県道137号堀江魚津線・富山県道144号黒川滑川線（終点：滑川市安田）

### 周辺
- 滑川市東福寺野自然公園
- 不水掛（みずかからず）遺跡公園
- 北陸自動車道 滑川インターチェンジ
- 日医工 滑川第二工場

## その他
- ゼンリンデータコム提供の電子地図では、当県道は「県道135号」として記載されている（2011年（平成23年）11月12日現在）。